# Febres
Febres es una freguesia portuguesa del concelho de Cantanhede, con 22,43 km² de superficie y 3.591 habitantes (2001). Su densidad de población es de 160,1 hab/km².